# Camilo Torres

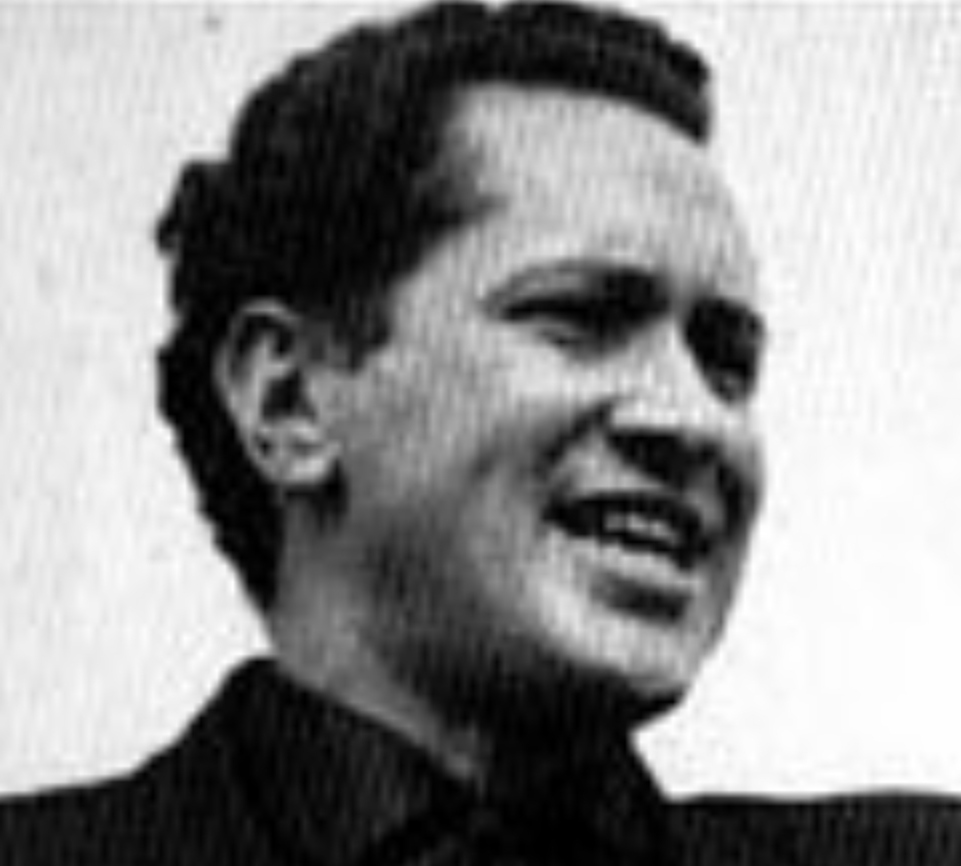
Camilo Torres

Camilo Torres Restrepo (Bogota, 3 februari 1929 –  Santander (departement), 15 februari 1966) was een Colombiaans priester en voorloper van de bevrijdingstheologie.
Camilo Torres Restrepo wordt in 1929 geboren te Bogota als jongste kind in een welgesteld diplomatengezin. En hoewel de begaafde jongeman over vele toekomstmogelijkheden beschikt, kiest hij er toch voor om zijn leven te wijden aan God en de naaste medemens. Als seminarist wordt hij al snel geconfronteerd met de schrijnende armoede en de vele sociale onrechtvaardigheden (grootgrondbezit, analfabetisme) in zijn land. Bovendien kreunt Colombia onder de gelegaliseerde uitbuiting door multinationals (vooral in mijnbouw en plantages)  uit de VS.

## Leuven
Na zijn priesterwijding in 1954 vertrekt hij door toedoen van kardinaal Luque naar de Katholieke Universiteit Leuven om er politieke en sociale wetenschappen te studeren.
Vooral de Universiteit van Leuven zette toen haar deuren wijd open voor toekomstige Latijns-Amerikaanse intelligentsia. In Leuven heerste toen een atmosfeer van christelijk geïnspireerde arbeidersstrijd en theologische vernieuwingsdrang. Deze frisse wind zal enkele jaren later ook blijken op het Tweede Vaticaans Concilie waarvoor Torres ook zal geconsulteerd worden. Als student komt hij onder invloed van belangrijke figuren uit de latere bevrijdingstheologie. Zo raakt hij bevriend met François Houtart en Gustavo Gutiérrez. Als vice-rector van het Latijns-Amerikacollege, waar ook de Vlaming Frans Wuytack en bisschop Óscar Romero studeerden, legt hij contacten met verschillende sociaal geëngageerde Latijns-Amerikaanse studenten en vormt hij een studiegroep rond sociaal-economische problemen. Naast zijn studies manifesteert hij zich ook als geëngageerd priester, zoals bij Abbé Pierre in Parijs waar hij ook in contact komt met het Algerijns verzet.

## Guerrillero
Na het behalen van zijn licentiaatsdiploma in de sociologie keert Torres in 1958 naar Colombia terug. Hij gaat aan de slag als studentenpriester aan de Nationale Universiteit van Bogota, waar hij mee de faculteit sociologie opricht. Hij bouwt mee aan woningen voor de armen, sticht coöperaties en organiseert politieke debatten in de sloppenwijken. Daardoor komt hij steeds meer in aanvaring met zowel het universiteitsbestuur als de kerkelijke en burgerlijke overheden.
In mei 1965 wordt het Frente Unido del Pueblo opgericht, een links eenheidsfront van verschillende hervormingsgezinde partijen en verenigingen waarvan Torres de grote bezieler en organisator is. Bedoeling is om met het oog op de nakende parlementsverkiezingen de versnipperde oppositie te verenigen en zo de broodnodige sociale hervormingen (gratis onderwijs, nationalisatie van banken en grootindustrie, landherverdelingen en onteigeningen zonder compensatie voor de grootgrondbezitters) af te dwingen. En hoewel het Frente aanvankelijk kan rekenen op het enthousiasme van arme boeren, land- en stadsarbeiders en studenten is het toch geen lang leven beschoren. Door een gebrek aan bekwame kaderleden en een toenemend wantrouwen tussen communisten enerzijds en christelijke vakbonden en katholieken anderzijds haalt het eenheidsfront niet eens de verkiezingen.
Torres ligt nu openlijk in de clinch met de Kerk en met name kardinaal Concha dwingt hem om ontslag te nemen uit het Hoger Instituut voor Sociale Administratie. Hij wordt aangemaand te kiezen om ofwel Colombia te verlaten en in Leuven m.b.v. een studiebeurs zijn doctoraat te behalen ofwel zijn sociale en politieke actie te staken en te gaan werken op het pastoraal bureau van het aartsbisdom. Omdat hij zijn priesterschap (in feite aan de zijde van de gevestigde macht en onderdrukker) niet langer verzoenbaar acht met de oprechte uitoefening van de christelijke naastenliefde (die voor hem een radicaal politiek en sociaal karakter heeft gekregen) legt hij op 25 juni 1965 zijn priesterambt neer. Met de Cubaanse Revolutie in het achterhoofd sluit hij zich aan bij de gewapende marxistische verzetsbeweging Ejército de Liberacion Nacional (ELN). Op 15 februari 1966 wordt hij bij een ELN-wapendiefstal neergeschoten door een patrouille-eenheid van de Colombiaanse leger. Na zijn dood wordt Torres al gauw een martelaar van de ELN en een van de boegbeelden van de mei '68-beweging.

## Erfenis
In 1970 ontstond op de Dominicaanse Republiek de Comando Revolucionario Camilo Torres, Revolutionaire Commando Camilio Torres, CORETO, die bestond uit katholieke geestelijken en seminaristen die een revolutionaire mix van het christendom en marxisme  aanhingen.
In de Brusselsestraat in Leuven is een grote studentenresidentie naar Camilo Torres genoemd. Deze is gebouwd op het voormalige Alexianenklooster in de Brusselsestraat.